# 石川徳幸
石川 徳幸（いしかわ のりゆき、1981年 - ）は、日本のジャーナリズム研究者・政治学者。日本大学法学部・大学院新聞学研究科教授。専門は日本ジャーナリズム史、日本近現代政治史。

## 略歴
2004年、日本大学法学部政治経済学科卒業。
2010年、日本大学大学院法学研究科博士後期課程 修了。「日露戦争の主戦論に関する研究：メディア言説にみる開戦過程」で日本大学博士（政治学）。
日本大学法学部助手・専任講師・准教授を経て、2024年より日本大学法学部新聞学科・大学院新聞学研究科教授。

## 著書

### 単著
- 『日露開戦過程におけるメディア言説』（2012年、櫻門書房）

### 共著
- （デニス・マクウェール著、大石裕監訳）『マス・コミュニケーション研究』（2010年、慶應義塾大学出版会）
- （黒川貢三郎 共著）『日本のジャーナリズム 新聞の誕生とその軌跡』（2013年、櫻門書房）
- （日本出版学会編）『パブリッシング・スタディーズ』（2022年、印刷学会出版部）